# Nando Rafael
Nando Rafael (Luanda, 10 de janeiro de 1984) é um futebolista angolano que atua como atacante.

## Carreira
Nando Rafael deixou Angola aos oito anos, em virtude da Guerra Civil que assolava o país. Mudou-se para os Países Baixos, e em seguida ingressa nas categorias de base do Ajax, estreando no time profissional em 2001, mas sem receber chances. Disputou 18 jogos e marcou dois gols pelo time B.
Em 2002, muda-se para a Alemanha, assinando contrato com o Hertha Berlim, onde atua até 2006, quando vai para o Borussia Mönchengladbach, onde joga por duas temporadas. Ao chegar no AGF da Dinamarca, em 2008, Rafael teve que conviver com lesões durante o início de sua passagem pelos De Hviie, mas sua condição física melhorou aos poucos, e ele conseguiu se firmar no time, marcando dez gols em 33 jogos.
Em janeiro de 2010, o AGF cedeu Rafael por empréstimo ao Augsburg, que o contratou em definitivo em julho do mesmo ano.

## Seleções

### Alemanha Sub-21
Detentor de passaporte alemão, Rafael defendeu a Seleção Sub-21 da Nationalelf entre 2005 e 2006, marcando cinco gols em 13 partidas.

### Angola
Rafael teve que esperar uma liberação da FIFA para defender a Selecção Angolana de Futebol em 2012, seis anos depois de ter defendido pela última vez a Seleção Sub-21 da Alemanha. Ainda esperando ser liberado para estrear por seu país natal, o atacante não ficou no banco de reservas na vitória angolana por 2 a 1, sobre Burkina Faso.